# Physocyclus rotundus
Physocyclus rotundus is een spinnensoort uit de familie trilspinnen (Pholcidae). De soort komt voor in Guatemala.